# 马举
马举（？—？），唐朝軍事人物，历任徐州南面招讨使、检校尚书左仆射、右神武大将军、权知淮南节度事、扶风县开国伯、检校司空，兼扬州大都督府长史、淮南节度副大使、知节度事，食邑一千户。
咸通六年（865年）五月，以左丞杨知温为河南尹，以神策大将军马举为秦州经略招讨使，以右金吾大将军李宴元为夏州刺史、朔方节度等使。
十年（869年）七月，康承训进攻柳子寨，在快要攻克的时候，庞勋部下王弘立赶到救援，唐军大败，承训退到了宋州。庞勋乘胜亲自带领徐州劲卒并攻泗州，留下都将许佶守卫徐州。朝廷下旨南面招讨使马举为行营都招讨使，代替康承训率军队去救援泗州。 
九月，庞勋军的宿州守将张玄稔投降唐朝政府，有上万人的军队，马举带着军队和他会合。庞勋听说后，派手下的将领们攻打玄稔。张玄稔是叛军手下的一员猛将，遂与马举联合起来，迅速围住了徐州。许佶守了三天，败走出。张玄稔收复徐州，庞勋刚刚赶来救援，听说徐州已经易手，准备南趋濠州，马举追到了涣河，击败了庞勋，庞勋掉到水里淹死了。萧县主将又斩许佶，拿着他的头颅来降，庞勋之变悉数被平定了。
十月，朝廷授徐州南面招讨使、检校尚书左仆射、右神武大将军、权知淮南节度事、扶风县开国伯、食邑一千户马举检校司空，兼扬州大都督府长史、淮南节度副大使、知节度事。